# Kvarntorpshällen
Kvarntorpshällen, med signum U THS10;58, är en runhäll i Roslags Näsby, Täby socken och Täby kommun i Uppland. 
Runhällen upptäcktes 1943 av författaren Jan Fridegård som då bodde i Täby. Ristningen är otydlig och delvis bortnött. Ordet "styvsöner" är känt från en fåtal runinskrifter: stiub Öl 11, Sö 303, stob Vs 19, i plural ackusative form stiúpa eller stiuba på THs10;58, stiúpsunn eller stýksunn ock ack. stiúpsun eller stýksun stiubsun Sm 113, s-ukn Nä 12.
Den från runor översatta inskriften följer nedan:

## Inskriften
Translitterering av runraden:
isa · lit · stain hkua · iftʀ · stiub- sina · auk hlka li... ...a · ifʀ · suni · sina tan ·  suain
Normalisering till runsvenska:
''isa let stæin haggva æftiʀ stiup[a] sina ok Hælga le[t haggv]a æftiʀ syni sina Dan [ok] Svæin.
Översättning till nusvenska:
Isa lät hugga sten efter sina styvsöner och Helga lä(t) (hugg)a efter sina söner Dan och Sven.